# Joseph Joffo

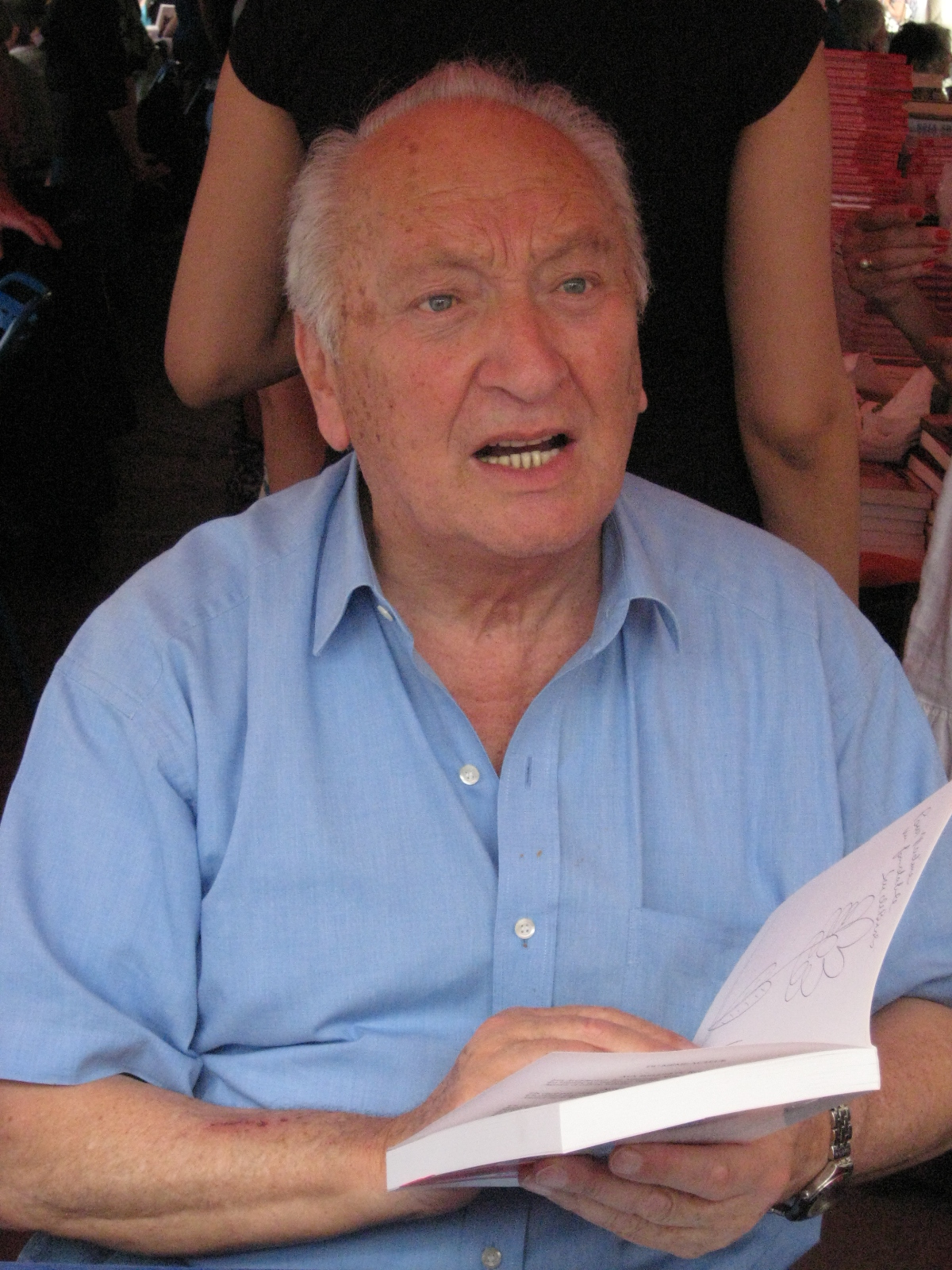
Joseph Joffo (2009)

Joseph Joffo (geboren am 2. April 1931 in Paris; gestorben am 6. Dezember 2018 in Saint-Laurent-du-Var) war ein französischer Autor, Drehbuchautor und Schauspieler.

## Leben und Karriere
Der Sohn von Roman Joffo, Friseur, geboren am 15. Mai 1890 in Biechewkovici (Russland), der während der Deportation nach Auschwitz am 20. November 1943 im Konvoi 62 starb, und der Geigerin Anna Markoff, verbrachte seine Kindheit im 18. Arrondissement von Paris. Er wurde zusammen mit seinem Bruder Maurice an der Grundschule der Rue Ferdinand-Flocon eingeschult, eine Kindheit, die er in seinem 1995 erschienenen Roman Agates et Calots beschrieb.
Während des Krieges und der deutschen Besatzung wurde die Familie Joffo als Juden verfolgt. Die Flucht der beiden Brüder Joseph und Maurice Joffo wird im Roman Ein Sack voll Murmeln erzählt, in dem er insbesondere seine Aufenthalte in den Städten Nizza und Rumilly (Haute-Savoie) beschreibt. Er überquerte die Demarkationslinie in Hagetmau (Landes), unterstützt von einem jungen Mann aus dem Dorf.
Am Ende des Krieges fand Joseph Joffo seine Mutter und seine drei Brüder in Paris. Sein Leben in der Nachkriegszeit und seine Entdeckung amerikanischer Werte wird in dem 1977 veröffentlichten Roman Baby foot erzählt. 
Nach Beendigung seiner Schulausbildung mit vierzehn Jahren übernahm Joseph Joffo zusammen mit seinen Brüdern den Friseursalon seines Vaters. Als er 1971 nach einem Skiunfall Bettruhe halten musste, begann er seine Erinnerungen an seine Kindheit niederzuschreiben, die er als Jude im von Deutschland besetzten Frankreich erlebte. Un sac de billes wurde sofort zum Bestseller und in 18 Sprachen übersetzt. Das Buch wurde 1975 und 2017 verfilmt und erschien in Deutschland unter dem Titel Ein Sack voll Murmeln. Joffo lebte mit seiner Familie in Paris nahe dem Arc de Triomphe und besaß mehrere Friseursalons. Für das Testimonial Anna und ihr Orchester (1975) erhielt er den RTL-Preis für die breite Öffentlichkeit. Darin wird die Jugend seiner Mutter und seine Reise vom zaristischen Russland nach Paris erzählt. In Au Pair (1984) wird die Ankunft eines deutschen Au Pairs unmittelbar nach dem Krieg in einer jüdischen Familie nachgezeichnet.
2015 erhielt er den Goldenen Stift 2016 von der Société des auteurs Savoyards. In dem Film The Origin of Violence von Elie Chouraquials spielt Joseph Joffo die Rolle von Kolb. In den letzten Jahren seines Lebens verbrachte Joseph Joffo seine Zeit zwischen Épeigné-sur-Dême in Indre-et-Loire, Paris und Cannes. Er starb im Dezember 2018 im Alter von 87 Jahren in Saint-Laurent-du-Var.

## Werke
- Un sac de billes (1973)
  - Ein Sack voll Murmeln. Ullstein, Frankfurt/M. 1975, OCLC 164677702.
- Anna et son orchestre (1975)
  - Anna und ihr Orchester. Ullstein, Frankfurt/M. 1985, OCLC 74716441.
- Baby-foot (1977)
- La Vieille Dame de Djerba (1979)
- Tendre Eté (1981)
- Simon et l'enfant (1985)
- Abraham Lévy, curé de campagne (1988)
- La Jeune Fille au pair (1993)